# Gøttrup Sogn
Gøttrup Sogn er et sogn i Jammerbugt Provsti (Aalborg Stift).
I 1800-tallet var Gøttrup Sogn anneks til Kettrup Sogn. Begge sogne hørte til Vester Han Herred i Thisted Amt. Kettrup-Gøttrup sognekommune blev ved kommunalreformen i 1970 indlemmet i Fjerritslev Kommune, som ved strukturreformen i 2007 indgik i Jammerbugt Kommune.
I Gøttrup Sogn ligger Gøttrup Kirke.
I sognet findes følgende autoriserede stednavne:
- Drøstrup (bebyggelse)
- Fjordholme (areal)
- Fuglskær (bebyggelse)
- Gøttrup (bebyggelse, ejerlav)
- Gøttrup Have (bebyggelse)
- Gøttrup Hede (bebyggelse)
- Gøttrup Holme (bebyggelse)
- Gøttrup Nørmark (bebyggelse)
- Gøttrup Rimme (bebyggelse)
- Gøttrup Sten (bebyggelse)
- Gøttrup Strand (bebyggelse)
- Koldborg Mark (bebyggelse)
- Mejlhede (bebyggelse)
- Sløjen (areal)
- Sløjhuse (bebyggelse)
- Stjerslev (bebyggelse)
- Øslevholme Huse (bebyggelse)